# Mostafá Purmohammadí
Mostafá Purmohammadí (n. Qom, 9 de marzo de 1960) es un fiscal y político iraní, ministro de Justicia de la República Islámica de Irán entre el 15 de agosto de 2013 y el 20 de agosto de 2017. Ha sido antes ministro del Interior y secretario exterior del Ministerio de Inteligencia. 
Es miembro destacado y secretario político de la Sociedad del Clero Combatiente, una de las organizaciones principales de la corriente osulgará (en persa, اصولگرا «principialista» o fundamentalista), el ala conservadora del sistema político iraní.	

## Formación
Mostafá Purmohammadí nació en Qom (Irán) el 9 de marzo de 1960, hijo de un sastre de Rafsanyán (en la provincia de Kermán) empleado en los medios clericales y una profesora yazdí, nieta del gran ayatolá Abdolkarim Haerí Yazdí (1859-1937). Purmohammadí realizó estudios religiosos, comenzando en Qom y prosiguiendo con los niveles superiores en Mashhad, Teherán y la misma Qom, hasta alcanzar el reconocimiento de nivel de Iŷtihad.

## Carrera

### Fiscalía revolucionaria (1979-1986)
Con menos de veinte años, en los comienzos de la Revolución Islámica de 1979 
accedió al puesto de fiscal del Tribunal de la Revolución de Masyed Soleimán (Juzestán), con lo que se convertía en el miembro más joven de la judicatura iraní. Hasta 1985 ejerció en el mismo cargo en Bandar Abbas (Hormozgán), Mashhad y Qom. 

### Inteligencia en  los gobiernos deMusaví,RafsanyaníyJatamí(1986-2005)
En 1986 fue designado como viceministro de Inteligencia; en 1989, como ministro interino y, en 1990, como jefe del departamento exterior del ministerio. En 2001 ascendió a la cabeza de la oficina político-social de la Jefatura del Estado iraní. Desde el año anterio y hasta 2005, enseñó en la Universidad Imam Sadeq las asignaturas de «Filosofía política», «Fundamentos teóricos del gobierno religioso» y «Fiqh político».

### Ministerio de Interior en el primer gobierno deMahmud Ahmadineyad(2005-2008)
Entre 2005 y 2008 dirigió el Ministerio de Interior bajo la presidencia de Mahmud Ahmadineyad. Tras su designación, la organización internacional basada en Nueva York Human Rights Watch publicó un informe en el que acusaba a Purmohammadí de crimen contra la humanidad por su responsabilidad supuesta en las ejecuciones de prisioneros políticos iraníes de 1988, como viceministro de Inteligencia del momento.

### Instituto de Inspección General y escándalos financieros (2008-2013)
En abril de 2008, fue destituido por orden de Ahmadineyad y nombrado director del Instituto de Inspección General. En esta posición, desempeñó en 2011 —tras el distanciamiento entre el presidente y el líder supremo—, un papel relevante y, según algunos observadores, principal, en el descubrimiento del caso de la malversación de 3 billones de tomanes (en torno a 2 600 millones de dólares estadounidenses) mediante la obtención fraudulenta de créditos bancarios y compra de empresas estatales —el mayor caso de malversación de la historia de Irán— por personas vinculadas al gabinete de Ahmadineyad.
El 17 de marzo de 2013 anunció su intención de postular su candidatura en la elección presidencial de Irán de 2013. 
El 24 de abril de 2013, el Ahmadineyad, siendo aún presidente de Irán, acusó a Purmohammadí —tras anunciar éste la anulación de contratos del gobierno por valor de 450 millones de euros destinados a la construcción de instalaciones en la isla de Kish para las reuniones del Movimiento de Países No Alineados— de haber obtenido como ministro de Interior créditos estatales no devueltos por valor de entre 10 y 20 millones de tomanes, acusación replicada por Purmohammadí afirmando que los préstamos en cuestión se habían destinado a una cooperativa de vivienda de 3 000 funcionarios y se habían devuelto o se estaban devolviendo. El 7 de mayo de 2013, Purmohammadí ordenó la publicación de documentación del Instituto de Inspección General relativa a los contratos de Kish, suscitando las críticas del fiscal general y portavoz de la judicatura iraní Gholam Hosein Mohsení Eyeí.
El día 9 de mayo, Purmohammadí anunció su retirada de la carrera electoral.

### Gobierno de Hasán Rouhaní (2013-)
En el mes de agosto, fue propuesto para dirigir el Ministerio de Justicia, y su candidatura aprobada por la Asamblea Consultiva Islámica con 201 votos favorables, 64 contrarios y 19 abstenciones.